# Moncel-sur-Vair
Pour l’article ayant un titre homophone, voir Montcel.
Pour les articles homonymes, voir Moncel-sur-Seille et Moncel-lès-Lunéville.
Moncel-sur-Vair est une commune française située dans le département des Vosges, en région Grand Est.

## Géographie

### Localisation
La commune est à 2,3 km de Coussey, 3,6 de Maxey-sur-Meuse et 4,6 de Soulosse-sous-Saint-Elophe.

### Géologie et relief
La commune se compose de 28,1 hectares de territoires artificialisés (3,85 %), 525,22 hectares de territoires agricoles (71,95 %) et 176,81 hectares de forêts et milieux semi-naturels (24,22 %).
L'altitude maximale de la commune est atteinte au sommet de la côte Julien à 454 m.
Espaces naturels :
- Un espace protégé hors Natura 2000 :

Noue du pont de Pagny.
- Deux zones naturelles d'intérêt écologique, faunistique et floristique (Znieff) :

Pays de Châteauneuf,
Gîte à chiroptères de Jubainville, Bois Brulé et Bois de la Robe.

### Hydrographie et les eaux souterraines
Hydrogéologie et climatologie : Système d’information pour la gestion des eaux souterraines du bassin Rhin-Meuse :
Territoire communal : Occupation du sol (Corinne Land Cover); Cours d'eau (BD Carthage),
Géologie : Carte géologique; Coupes géologiques et techniques,
 Hydrogéologie : Masses d'eau souterraine; BD Lisa; Cartes piézométriques.
La commune est située dans le bassin versant de la Meuse au sein du bassin Rhin-Meuse. Elle est drainée par le Vair, Noue du Pont de Pagny et le ruisseau de Blonchonrupt,.
Le Vair, d'une longueur totale de 65,3 km, prend sa source dans la commune de Dombrot-le-Sec et se jette dans la Meuse à Maxey-sur-Meuse, en limite avec Greux, après avoir traversé 23 communes.

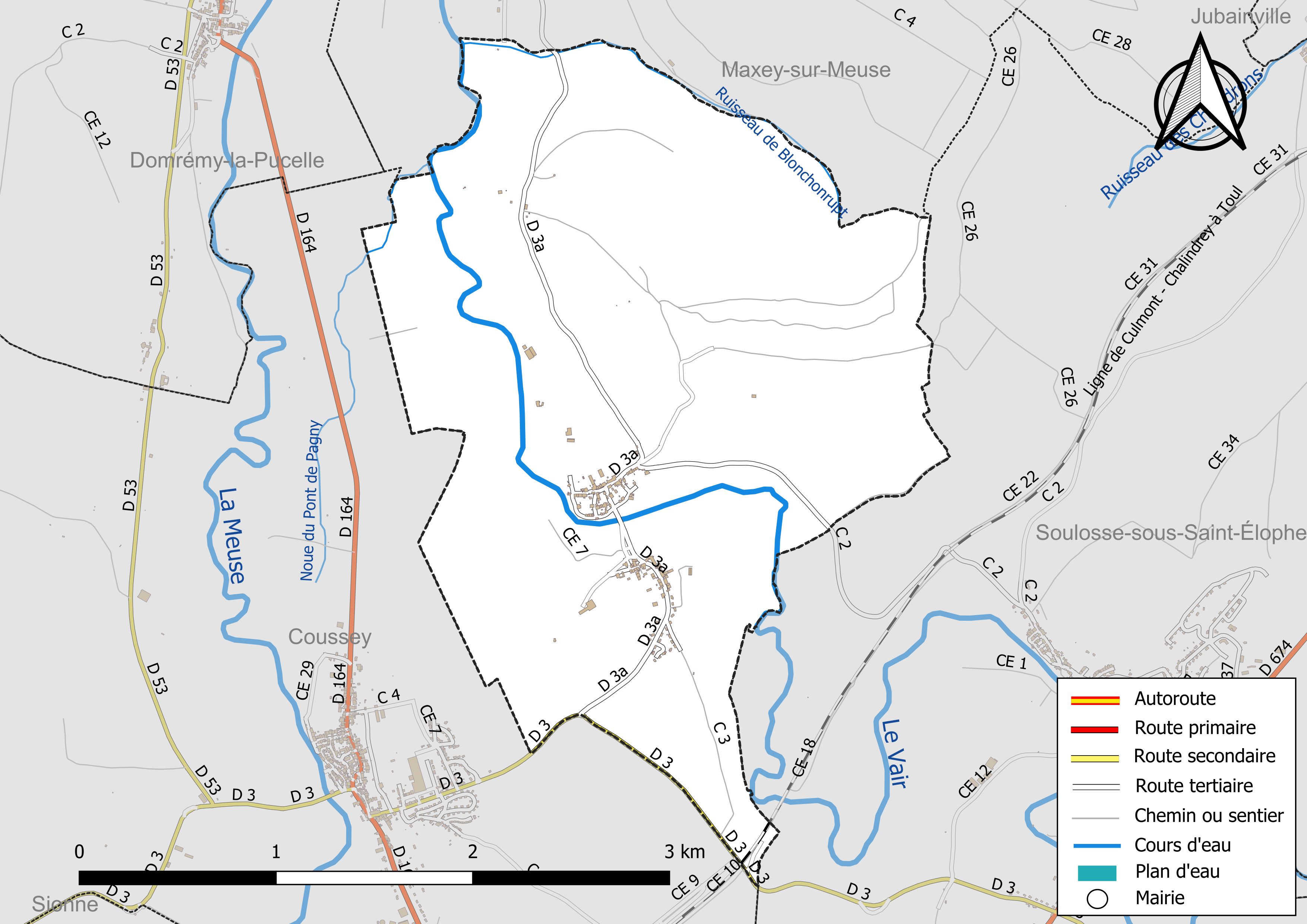
Réseaux hydrographique et routier de Moncel-sur-Vair.

La qualité des eaux de baignade et des cours d’eau peut être consultée sur un site dédié géré par les agences de l’eau et l’Agence française pour la biodiversité.

### Climat
Pour des articles plus généraux, voir Climat du Grand Est et Climat des Vosges.
En 2010, le climat de la commune est de type climat de montagne, selon une étude du Centre national de la recherche scientifique s'appuyant sur une série de données couvrant la période 1971-2000. En 2020, Météo-France publie une typologie des climats de la France métropolitaine dans laquelle la commune est exposée à un climat océanique altéré et est dans la région climatique  Lorraine, plateau de Langres, Morvan, caractérisée par un hiver rude (1,5 °C), des vents modérés et des brouillards fréquents en automne et hiver. 
Pour la période 1971-2000, la température annuelle moyenne est de 9,8 °C, avec une amplitude thermique annuelle de 16,6 °C. Le cumul annuel moyen de précipitations est de 982 mm, avec 14 jours de précipitations en janvier et 9,5 jours en juillet. Pour la période 1991-2020, la température moyenne annuelle observée sur la station météorologique de Météo-France la plus proche, « Rollainville », sur la commune de Rollainville à 7 km à vol d'oiseau, est de 10,3 °C et le cumul annuel moyen de précipitations est de 860,3 mm. 
La température maximale relevée sur cette station est de 39,6 °C, atteinte le 25 juillet 2019 ; la température minimale est de −18,2 °C, atteinte le 20 décembre 2009,,. 
Les paramètres climatiques de la commune ont été estimés pour le milieu du siècle (2041-2070) selon différents scénarios d'émission de gaz à effet de serre à partir des nouvelles projections climatiques de référence DRIAS-2020. Ils sont consultables sur un site dédié publié par Météo-France en novembre 2022.

## Urbanisme

### Typologie
Au 1er janvier 2024, Moncel-sur-Vair est catégorisée commune rurale à habitat dispersé, selon la nouvelle grille communale de densité à sept niveaux définie par l'Insee en 2022.
Elle est située hors unité urbaine. Par ailleurs la commune fait partie de l'aire d'attraction de Neufchâteau, dont elle est une commune de la couronne,. Cette aire, qui regroupe 72 communes, est catégorisée dans les aires de moins de 50 000 habitants,.

### Occupation des sols
L'occupation des sols de la commune, telle qu'elle ressort de la base de données européenne d’occupation biophysique des sols Corine Land Cover (CLC), est marquée par l'importance des territoires agricoles (72 % en 2018), en augmentation par rapport à 1990 (71 %). La répartition détaillée en 2018 est la suivante : 
prairies (42,2 %), terres arables (29,8 %), forêts (24,2 %), zones urbanisées (3,9 %). L'évolution de l’occupation des sols de la commune et de ses infrastructures peut être observée sur les différentes représentations cartographiques du territoire : la carte de Cassini (XVIIIe siècle), la carte d'état-major (1820-1866) et les cartes ou photos aériennes de l'IGN pour la période actuelle (1950 à aujourd'hui).

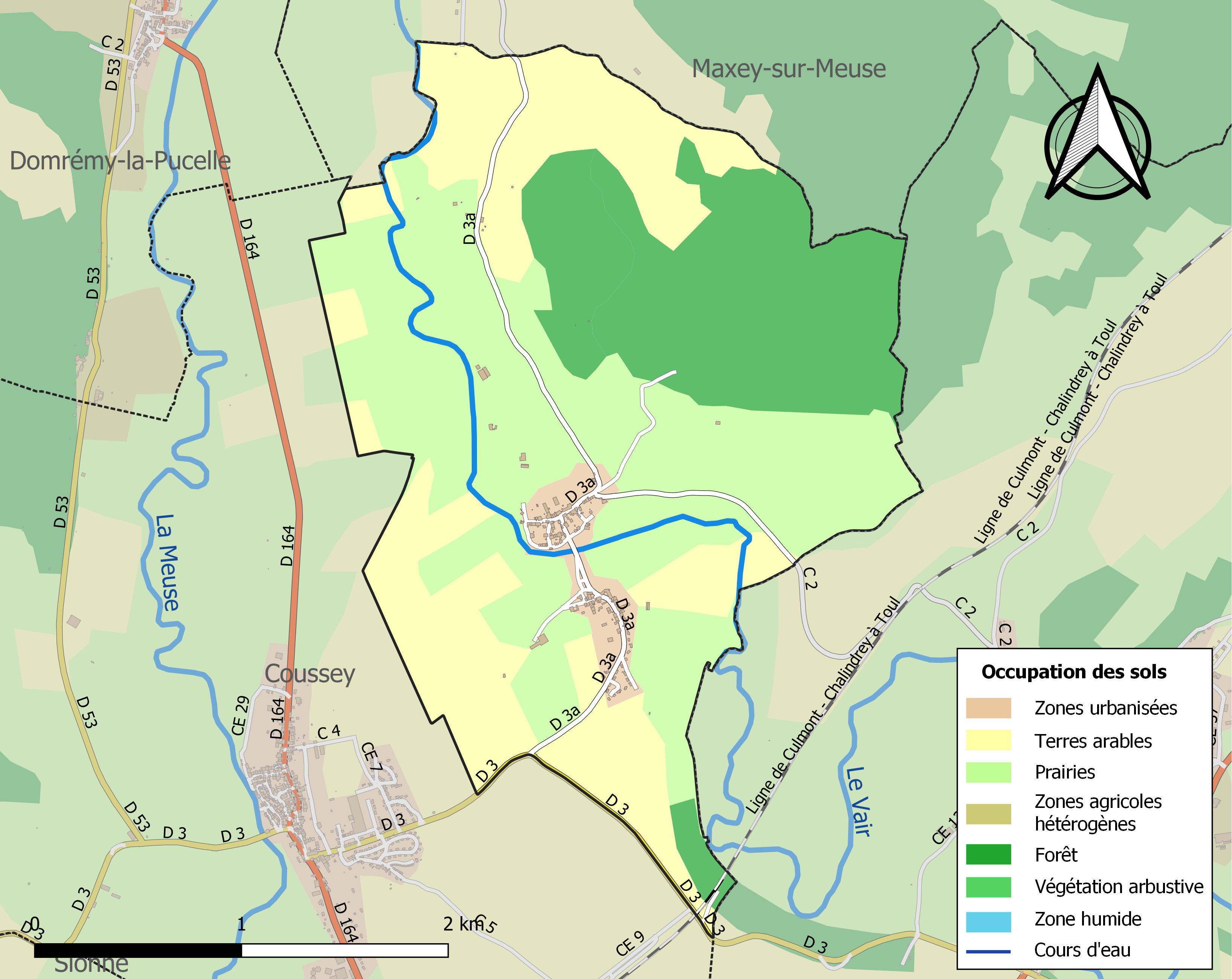
Carte des infrastructures et de l'occupation des sols de la commune en 2018 (CLC).

### Voies de communications et transports

#### Voies routières
- A31 (aussi appelée autoroute de Lorraine-Bourgogne). Échangeurs Châtenois, Colombey-les-Belles.

#### Transports en commun

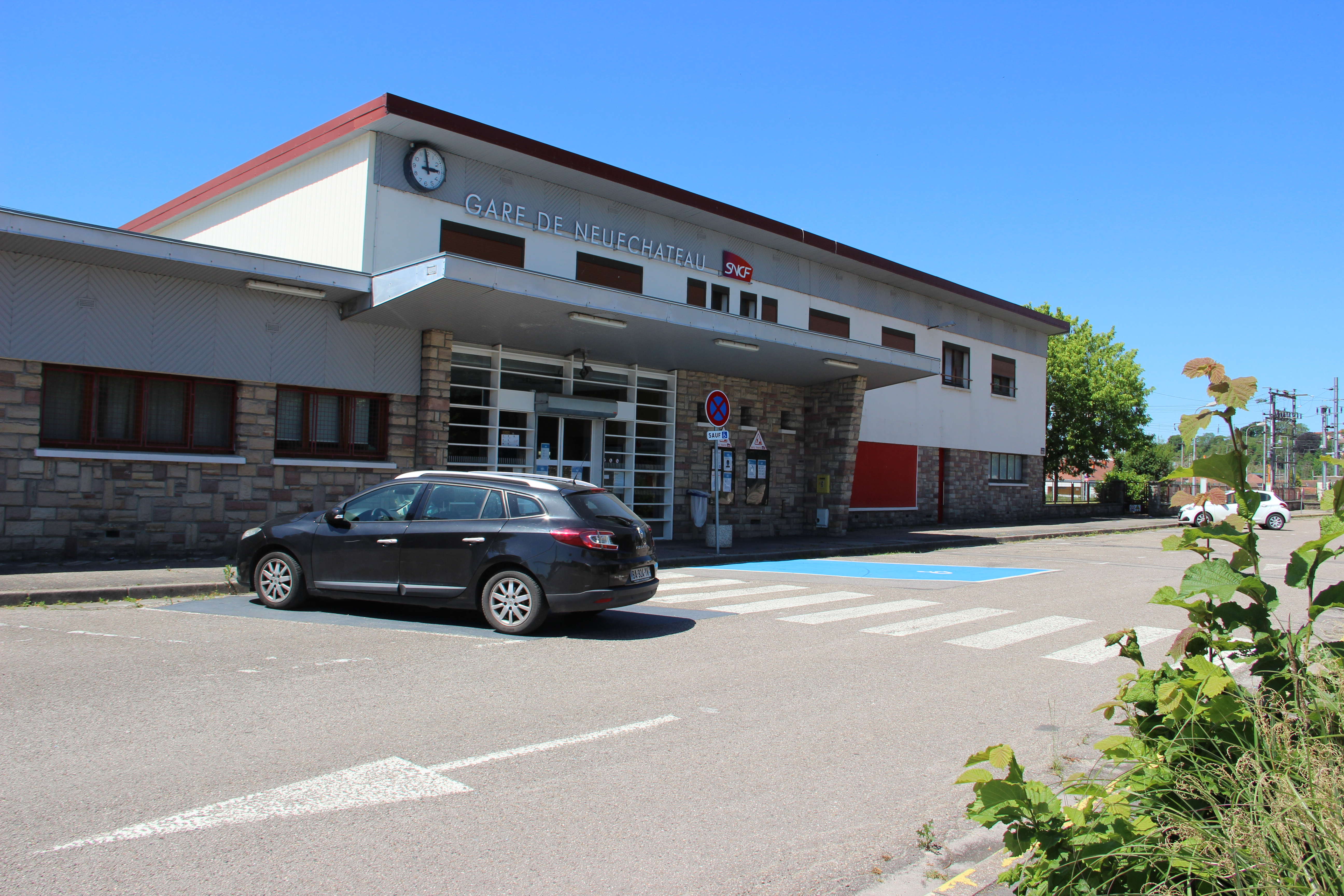
Gare de Neufchâteau.

- Fluo Grand Est.

#### Lignes SNCF
- Gare de Neufchâteau.

#### Transports aériens
- L'Aéroport d'Épinal-Mirecourt « Vosges Aéroport ».

À partir de l'été 2021, l’aéroport d’Épinal-Mirecourt est devenu le "pélicandrome" de la Zone Est et servira ainsi de base de ravitaillement et d’intervention pour les avions bombardiers d’eau connus sous le nom de Dash 8.
- Aéroport de Nancy-Essey.

## Toponymie
Le nom de la localité est attesté sous les formes Girardus de Monchels (avant 1176) ; Moncellos (1224) ; Moncels super Veram (1255) ; Moncès (1265) ; Monceis, Manceis, Monseil (1265) ; Moncelz (1293) ; Monceilz (1341) ; Monteilz (1402) ; Moncey (avant 1466) ; Moncel (1469) ; Monse (XVIIe siècle) ; Moncel-sur-Verre (1753) ; Moncel, Monticelli (1768) ; Moncel-sur-Vair (1779) ; Monse (XVIIe siècle).

Un moncel désigne en ancien français « un monceau, petit mont, colline ».
Le Vair est une rivière française de la région Grand Est qui coule entièrement dans le département des Vosges.

## Histoire
Sous l'Ancien Régime, le village faisait partie de la Prévôté de Neufchâteau, siège baillager de Neufchâteau, puis, à compter de 1751, du bailliage de Neufchâteau. 
Au spirituel, son église dépendait du doyenné de Neufchâteau, archidiaconé de Vittel. 
De 1790 à l'An X, la commune a fait partie du canton de Ruppes, puis du canton de Coussey. 
L'actuelle commune de Moncel-sur-Vair est issue de la de la fusion en 1965 des communes de Gouécourt et de Moncel-et-Happoncourt.

## Politique et administration
| Période                                  | Période    | Identité            | Étiquette | Qualité      |
| ---------------------------------------- | ---------- | ------------------- | --------- | ------------ |
| Les données manquantes sont à compléter. |            |                     |           |              |
|                                          |            | Jean-Pierre Mourot  |           |              |
|                                          | mars 2001  | André Dumet         |           |              |
| mars 2001                                | avril 2014 | Frédéric Tissier    |           |              |
| avril 2014                               | En cours   | Jean-Philippe Hofer |           | Ancien cadre |

### Budget et fiscalité 2023
En 2023, le budget de la commune était constitué ainsi :
- total des produits de fonctionnement : 154 000 €, soit 781 € par habitant ;
- total des charges de fonctionnement : 116 000 €, soit 587 € par habitant ;
- total des ressources d'investissement : 32 000 €, soit 161 € par habitant ;
- total des emplois d'investissement : 54 000 €, soit 274 € par habitant ;
- endettement : 121 000 €, soit 613 € par habitant.

Avec les taux de fiscalité suivants :
- taxe d'habitation : 21,13 % ;
- taxe foncière sur les propriétés bâties : 38,10 % ;
- taxe foncière sur les propriétés non bâties : 15,57 % ;
- taxe additionnelle à la taxe foncière sur les propriétés non bâties : 0,00 % ;
- cotisation foncière des entreprises : 0,00 %.

Chiffres clés Revenus et pauvreté des ménages en 2021 : médiane en 2021 du revenu disponible, par unité de consommation : 22 670 €.

## Économie

### Entreprises et commerces

#### Commerces
- Commerces et services de proximité[27].

## Population et société

### Démographie

#### Évolution démographique
L'évolution du nombre d'habitants est connue à travers les recensements de la population effectués dans la commune depuis 1793. Pour les communes de moins de 10 000 habitants, une enquête de recensement portant sur toute la population est réalisée tous les cinq ans, les populations de référence des années intermédiaires étant quant à elles estimées par interpolation ou extrapolation. Pour la commune, le premier recensement exhaustif entrant dans le cadre du nouveau dispositif a été réalisé en 2008.

En 2022, la commune comptait 180 habitants, en évolution de −11,76 % par rapport à 2016 (Vosges : −2,96 %, France hors Mayotte : +2,11 %).
| 1793 | 1800 | 1806 | 1821 | 1831 | 1836 | 1841 | 1846 | 1856 |
| ---- | ---- | ---- | ---- | ---- | ---- | ---- | ---- | ---- |
| 326  | 341  | 380  | 340  | 350  | 328  | 326  | 311  | 296  |

| 1861 | 1866 | 1876 | 1881 | 1886 | 1891 | 1896 | 1901 | 1906 |
| ---- | ---- | ---- | ---- | ---- | ---- | ---- | ---- | ---- |
| 284  | 282  | 262  | 248  | 274  | 231  | 226  | 187  | 183  |

| 1911 | 1921 | 1926 | 1931 | 1936 | 1946 | 1954 | 1962 | 1968 |
| ---- | ---- | ---- | ---- | ---- | ---- | ---- | ---- | ---- |
| 169  | 153  | 154  | 144  | 141  | 137  | 134  | 114  | 162  |

| 1975 | 1982 | 1990 | 1999 | 2006 | 2008 | 2013 | 2018 | 2022 |
| ---- | ---- | ---- | ---- | ---- | ---- | ---- | ---- | ---- |
| 161  | 170  | 218  | 241  | 225  | 221  | 211  | 198  | 180  |

### Enseignement
Établissements d'enseignements :
- Écoles maternelles et primaires à Coussey, Maxey-sur-Meuse, Domrémy-la-Pucelle, Soulosse-sous-Saint-Élophe, Neufchâteau, Martigny-les-Gerbonvaux.
- Collèges à Neufchâteau, Liffol-le-Grand, Châtenois, Gondrecourt-le-Château.
- Lycées à Neufchâteau.

### Santé
Professionnels et établissements de santé :
- Médecins à Coussey, Neufchâteau, Sauvigny, Liffol-le-Grand, Châtenois.
- Pharmacies à  Coussey, Neufchâteau, Liffol-le-Grand, Châtenois, Gondrecourt-le-Château, Colombey-les-Belles.
- Hôpitaux à Neufchâteau, Vittel, Dommartin-lès-Toul, Toul.

### Cultes
- Culte catholique, Paroisse Saint-Nicolas-Sainte-Jeanne-d'Arc[34], Diocèse de Saint-Dié.

## Personnalités liées à la commune
- Claude Marie Alphonse Pierrot, docteur en médecine[35].

## Lieux et monuments
- Église Saint-Michel de Moncel[36].

cloche de 1713.
mécanisme d'horloge.
porte-cierge de procession (porte-cierge pascal).
croix de procession.
2 statues : Saint Michel, Saint Sébastien.
- Église Saint-Valère de Gouécourt[42].

cloche de 1751.
bassin des fonts baptismaux et son couvercle.
autel (maître-autel).
- Calvaire[46].
- Planche intitulée  « Ex-voto divers » présentant trois inscriptions d’Epinal (Gouecourt ; Malaincourt ; Grand)

(CIL, XIII, 4704 ; 4706 et 5936), à l’échelle 1/2. Deuxième livraison d’après le catalogue des inscriptions du général Creuly. Au verso, mention au crayon :  « n°19 ».
- Monument aux morts[48],[49],[50].

## Pour approfondir